# Anastrepha belenensis
Anastrepha belenensis
 es una especie de insecto díptero que Zucchi describió científicamente por primera vez en 1979.
Esta especie pertenece al género Anastrepha de la familia Tephritidae.